# Cacá Moraes
Cacá Moraes, nome artístico de Marcos Cabral Neves, é compositor, cantor e produtor musical carioca com atuação desde 1991.
Entre 1997 e 1998, Cacá Moraes compôs com Chico Roque a música "Quando é amor", que foi gravada pelo grupo Só Pra Contrariar em um CD que vendeu mais de quatro milhões de cópias. Foi também em 1997 que a dupla Leandro & Leonardo gravou "Dia de rodeio" (Cacá Moraes, Marcos Sabino e Gil Cardoso) no CD "Um sonhador", o último antes da morte de Leandro.
Compôs junto com Abdullah a música "Fico Assim Sem Você".